# 953 a tudományban
A 953. év tudományban és a technikában.

## Születések
- al-Karadzsí matematikus és mérnök (†1029)